# Gala Mill
Gala Mill è il terzo album in studio della band australiana the Drones, pubblicato nel settembre 2006. 
Registrato in un mulino abbandonato in Tasmania, è stato il loro ultimo album con il membro fondatore Rui Pereirae il primo a presentare Mike Noga alla batteria. La musica, che "fa un salto epico oltre il garage rock", aggiunge influenze del folk rock e della musica folk contemporanea al loro solito stile punk blues. I testi di Gareth Liddiard dell'album sono incentrati maggiormente sulla storia coloniale e recente dell'Australia, evidente in brani come Jezebel, Words From The Executioner To Alexander Pearce e Sixteen Straws.
L'album ha ricevuto il plauso della critica sia all'interno che all'esterno dell'Australia, con gran parte degli elogi incentrati sullo stile musicale crudo dell'album e sul lirismo oscuro di Liddiard. È stato anche il loro primo album a entrare nella top 100 della classifica ARIA. Molte delle tracce dell'album, in particolare I Don't Ever Want To Change, Jezebel e Sixteen Straws, sarebbero diventate le basi dei concerti nei tour successivi. Nel 2010, Gala Mill è stato elencato come uno dei "100 migliori album australiani di tutti i tempi".

## Tracce
1. Jezebel – 7:51
2. Dog Eared – 4:53
3. I'm Here Now – 7:45
4. Words From The Executioner To Alexander Pearce – 5:15
5. I Don't Ever Want To Change – 3:59
6. Work For Me – 5:38
7. I Looked Down The Line And I Wondered – 5:29
8. Are You Leaving For The Country – 4:26
9. Sixteen Straws – 9:35